# David Hewlett
Pour les articles homonymes, voir Hewlett.
David Hewlett est un acteur, scénariste et réalisateur canadien, né le 18 avril 1968 à Redhill dans le comté de Surrey au Royaume-Uni. Il vit aux États-Unis, en Californie.

## Biographie
David Hewlett est né le 18 avril 1968 à Redhill dans le comté de Surrey au Royaume-Uni, d'un père gynécologue, Patrick Hewlett, et d'une mère infirmière passionnée d'histoire, Mary Hewlett. Il est l'aîné d'une famille de six enfants. Il a trois sœurs, dont l'actrice Kate Hewlett, Moyra Hewlett et Jenny Hewlett et deux demi-sœurs. Il déclare avoir reçu une éducation plutôt stricte[citation nécessaire].
En 1972, sa famille déménage au Canada alors qu'il a quatre ans, et ils s'établissent à Toronto. Enfant, il était un grand fan de la série britannique Doctor Who, son « docteur » préféré étant Tom Baker.
C'est à la Toronto's St. George's College Choir School for Boys qu'il rencontre Vincenzo Natali, le futur réalisateur de Cube, Nothing et Cypher, avec qui il fait ses premiers films amateurs (parmi eux Exam).
Il quitte le lycée lors de sa dernière année pour se consacrer au métier d'acteur (même si son père voulait qu'il soit médecin) et à celui d'informaticien. Il décroche ses premiers rôles dans des films à petit budget (comme The Darkside), où quelquefois il tient le premier rôle (comme dans l'angoissant Pin). Il est même la vedette du film Scanners 2, The New Order, à l'âge de vingt-trois ans. Il joue aussi dans quelques téléfilms.
Sa carrière se poursuit plutôt brillamment, mais sa reconnaissance au Canada est assurée par son rôle de Grant Jansky dans la série canadienne Traders. Il double aussi un personnage dans le dessin animé Monster Force. Il apparaît dans des rôles plus ou moins importants dans les films de Vincenzo Natali (Cube, Nothing - qu'il coécrit avec Andrew Miller et Vincenzo Natali - et Cypher) et de William Phillips (Treed Murray, Foolproof). Il décroche un petit rôle dans la série Urgences, et il est notamment  connu dans son rôle nerveux et bavard du Docteur Rodney McKay dans la série à succès Stargate Atlantis.
Il joue en parallèle dans des films comme Ice Men ou Boa vs Python, tout en faisant prospérer la société qu'il a créée avec sa sœur Moyra, Darkyl Media (Darkyl étant le nom du premier cheval qu'il ait monté), et son forum à l'attention des réalisateurs, fusedfilm.com.
Son premier film en tant que réalisateur Mon beauf, ma sœur et moi (A Dog's Breakfast) (avec entre autres Kate Hewlett, Paul McGillion, Rachel Luttrell et Christopher Judge), promet d'être un succès tant ses fans (les squirrels comme il les appelle) s'acharnent à lui faire de la pub. Une série dérivée de ce film, Starcrossed, était d'ailleurs en production pour la chaîne Sci-Fi, toutefois Hewlett a récemment déclaré qu'il songeait plutôt à en faire un film qu'il distribuerait sur le web, inspiré par le succès de la série Sanctuary.
David Hewlett a été marié de 2000 à 2004 à l'actrice Soo Garay, et s'est fiancé (le 25 décembre 2006) puis marié à la productrice Jane Loughman le 21 juin 2008 au château Warwick, en Angleterre. David, Jane, Sebastian Flynn (leur fils né le 6 octobre 2007) et leur chien Mars, coulent maintenant des jours heureux près de Los Angeles, aux États-Unis, où il a déménagé après l'arrêt de Stargate Atlantis. Il a demandé la nationalité américaine en 2008.
Une série comique sur les dessous d'une série de science-fiction, Starcrossed, inspirée de son film A Dog's Breakfast, serait en développement pour NBC et la MGM. David Hewlett aurait déjà commencé à en écrire quelques épisodes et le tournage devait commencer en juin 2010, mais il n'a finalement pas eu lieu.
En février 2010, il part, à Sofia en Bulgarie, pour réaliser un film pour Syfy : Evil Snow Monkey dans lequel il a également un rôle.

## Filmographie

### En tant qu'acteur

#### Longs métrages
- 1987 : The Darkside de Constantino Magnatta : Chuckie
- 1988 : Schyzo Dream de Sandor Stern : Leon
- 1990 : Tout pour réussir de John Boorman : Jimmy
- 1990 : Deep Sleep de Patricia Gruben : Terry
- 1991 : Scanners II : La Nouvelle Génération de Christian Duguay : David Kellum
- 1991 : Meurtre au Sunset Hotel d'Alien Castle : Deadpan
- 1993 : Street law - La loi de la rue de Bruce Pittman : Detective Trayne
- 1996 : Joe's Wedding de Michael Kennedy : Rob Fitzgerald
- 1997 : Sous pression de Craig R. Baxley : Andrew
- 1997 : Cube de Vincenzo Natali : David Worth, l'ingénieur des structures
- 1998 : Clutch de Chris Grismer : Martyn
- 1999 : The Life Before This de Jerry Ciccoritti : Nick
- 2001 : Century Hotel de David Weaver : Michael
- 2001 : Treed Murray de William Phillips : Murray
- 2002 : Cypher de Vincenzo Natali : Virgil C. Dunn
- 2003 : Nothing de Vincenzo Natali : Dave
- 2003 : Foolproof de William Phillips : Lawrence Yeager
- 2004 : Ice Men de Thom Best : Bryan
- 2007 : Mon beauf, ma sœur et moi (A Dog's Breakfast) de lui-même : Patrick
- 2009 : Helen (en) de Sandra Nettelbeck : Frank
- 2009 : Splice de Vincenzo Natali : William Barlow
- 2010 : Seule contre tous (The Whistleblower) de Larysa Kondracki : Fred Murray
- 2011 : La Planète des singes : Les Origines (Rise of the Planet of the Apes) de Rupert Wyatt : Hunsiker
- 2013 : Haunter de Vincenzo Natali : le père d'Olivia
- 2017 : La Forme de l'eau (The Shape of Water) de Guillermo del Toro : Fleming
- 2019 : Lucky Day de Roger Avary : Derrek Blarney
- 2019 : Midway de Roland Emmerich : l'amiral Husband E. Kimmel
- 2021 : Nightmare Alley de Guillermo del Toro : Dr. Elrood
- 2024 : Levels de Adam Stern : Oliver

#### Courts métrages
- 1993 : Dead Meat de Holly Dale
- 1996 : Elevated de Vincenzo Natali : Hank
- 1999 : Milkman de William Phillips : voix de Martin / Soldier
- 1999 : Blind de Deborah Day : la victime
- 1999 : Amateur Night de Barb Sniderman : D.J.
- 2000 : Autoerotica de Mark Wihak : Gord
- 2003 : Friday Night de Paul Fox : Roger
- 2017 : Hewlogram de Aharon Rabinowitz : Hewlogram

#### Téléfilms
- 1989 : Chute libre : Joe Dobson
- 1992 : Le Premier Cercle : 'Ruska' Rostislav
- 1992 : New York, alerte à la peste: Nyles Chapman
- 1992 : Les Garçons de Saint-Vincent: Quinze ans plus tard : Steven Lunney (à 25 ans)
- 1992 : Split Images : Gary Hammond
- 1997 : On the 2nd Day of Christmas : Mel
- 1999 : Otages en Alaska de David Straiton : Doc
- 2001 : Chasing Cane : Bud
- 2001 : Triangle maudit (The Triangle) de Lewis Teague : Gus Gruber
- 2001 : Attirance fatale : Qui a tué Anne-Marie F. ? de Peter Levin : Gerry Capano
- 2002 : Father Lefty : Père Gregory
- 2004 : Lumière noire de Bill Platt : Anders Raeborne
- 2004 : Boa vs. Python de David Flores : Emmett
- 2011 : Morlocks de Matt Codd : Radnor
- 2011 : La Fureur du Yéti (Rage of the Yeti) de lui-même : Mills

#### Séries télévisées
- 1984 : Paul et les dizygotes (saison 1, épisode 7) : Howard
- 1987 : Brigade de nuit (saison 3, épisode 18)
- 1988 : Vendredi 13 (saison 1, épisode 10) : Cal
- 1988 : Mon plus beau secret (saison 1, épisode 2) : Rock
- 1988 : Street Legal (saison 3, épisode 7) : Dave Lister
- 1988 : Un duo explosif (saison 1, épisode 16) : Detective Jones
- 1989 : Un duo explosif (saison 2, épisode 18) : Ronnie
- 1990 : The Campbells (saison 3, épisodes 4 et 21) : Ned Kane / Captain Henderson
- 1991 : Rintintin junior (saison 4, épisode 12)
- 1992 : Le Justicier des ténèbres (saison 1, épisode 10) : Matthew Reed
- 1992 : Rintintin junior (saison 5, épisodes 1 et 13)
- 1992 - 1993 : Beyond Reality (saison 2, épisodes 7 et 17) : Tom
- 1993 : Un privé sous les tropiques (saison 3, épisode 19) : Gleason
- 1993 : Shining Time Station (saison 3, épisodes 4 et 23) : Ted Typo
- 1993 : Secret Service (saison 1, épisode 3) : Otis
- 1993 - 1996 : Kung Fu, la légende continue : Dr. Nicholas Elder
- 1994 : Street Legal (saison 8, épisode 14) : Tim Woolrich
- 1994 : Monster Force (13 épisodes) : voix de Lance McGruder
- 1995 : Ultraforce (saison 1, épisode 1) : voix additionnelle
- 1996 - 2000 : Haute Finance (73 épisodes) : Grant Jansky
- 1999 : Destins croisés (série télévisée, épisode 9, saison 1) : M. Green
- 2001 : Urgences (série télévisée, épisode 4, saison 8) : M. Schudy
- 2001 - 2007 : Stargate SG-1 (7 épisodes, saison 5, 6, 8 et 10) : Dr. Rodney McKay
- 2003 : Mutant X (saison 3, épisode 5) : Hector Freimark
- 2004 : FBI : Portés disparus (série télévisée, épisode 12, saison 2) : Fred Watkins
- 2004 : Washington Police (saison 4, épisode 17) : Frederick
- 2004 - 2009 : Stargate Atlantis (100 épisodes, saison 1 à 5) : Dr Rodney McKay
- 2007 : Sanctuary  (Webisode 1 ) : Larry Tolson
- 2009 : The Closer : L.A. enquêtes prioritaires (série télévisée, épisode 4, saison 5) : agent spécial Jerry Moore
- 2010 : Hellcats (saison 1, épisodes 9 et 13) : Dr. Thurton Egan / Dr. Egan
- 2011 : Stargate Universe (série télévisée, épisode 15, saison 2) : Dr Rodney McKay
- 2011 : Urban Legends (saison 1, épisode 1) : narrateur
- 2013 : Darknet (saison 1, épisode 1) : Lewis
- 2013 : State of Syn (6 épisodes) : Aslin Kane
- 2014 : The Stanley Dynamic (saison 2, épisode 16) : astronaute
- 2015 - 2016 : Dark Matter : Talbor Calchek
- 2016 : Suits : Avocats sur mesure (série télévisée, épisode 3, saison 6) : Nathan Byrnes
- 2016 - 2017 : Les Enquêtes de Murdoch (épisode 16, saison 9 et épisode 7, saison 11) : Dilbert Dilton
- 2016 : Incorporated : Chad Peterson
- 2021: See: Tormada
- 2021 : Departure (saison 2) : Bill Ratch
- 2022 : Le Cabinet de curiosités de Guillermo del Toro (Guillermo del Toro's Cabinet of Curiosities) - 1 épisode : Masson

#### Jeux vidéo
- 2002 : Serious Sam : Second Contact : voix additionnelles
- 2014 : Oddworld: New 'n' Tasty! : voix de Mudokons

### En tant que réalisateur

#### Longs métrages
- 2007 : Mon beauf, ma sœur et moi (A Dog's Breakfast)
- 2014 : Spaceship (Debug)

#### Téléfilm
- 2011 : Rage of the Yeti (téléfilm)

### En tant que scénariste
- 2003 : Nothing de Vincenzo Natali
- 2007 : Mon beauf, ma sœur et moi (A Dog's Breakfast) de lui-même
- 2014 : Spaceship (Debug) de lui-même